# Archaechinus
Archaechinus is een geslacht van uitgestorven zee-egels uit de familie Macropneustidae.

## Soorten
- Archaechinus auraduensis Kier, 1957 † Vroeg-Eoceen, Somalië.